# Marianna Balashova
Marianna Balashova est une joueuse kazakhe de rugby à XV, née le 1er janvier 1984, de 1,70 m pour 63 kg, occupant le poste de numéro 6 ou 7 (troisième ligne aile).

## Palmarès
Elle est internationale et évolue avec l'équipe du Kazakhstan au plus haut niveau. Elle a participé à la Coupe du monde de rugby à XV féminine 2006.